# Regionalwahlen in Tschechien 2012
Die Regionalwahlen in Tschechien 2012 fanden am 12. und 13. Oktober 2012 statt. Dabei wurden alle Regionalparlamenten in den dreizehn Krajs (Regionen) neu gewählt.

## Ausgangslage
Bei den Wahlen 2008 wurde die sozialdemokratische ČSSD stärkste Partei. Sie stellte in allen dreizehn Regionen den Hejtman (Landeshauptmann). Die konservative ODS musste starke Verluste hinnehmen und verlor auf einen Schlag alle ihre zwölf Hejtmens. Die kommunistische KSČM und die christdemokratische KDU-ČSL verloren leicht. Letztere verlor dabei ebenfalls ihren einzigen Hejtman.

## Gesamtergebnis

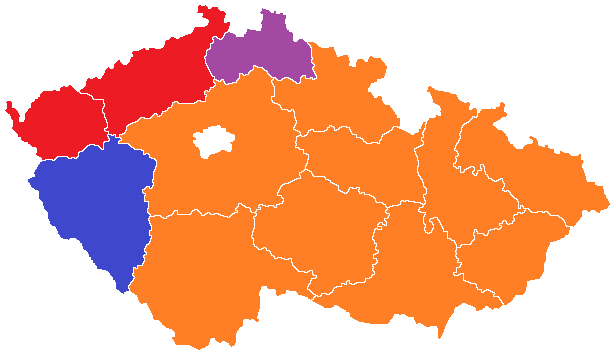
Stärkste Partei in Regionen
ČSSD
ODS
Starostové pro Liberecký kraj
KSČM

Die ČSSD wurde in neun der dreizehn Regionen stärkste Partei. Die KSČM wurde in zwei Regionen Nummer eins, die ODS nunmehr in einer. In der Region Liberec konnte die Partei Bürgermeister für Liberec (TOP 09 nahestehend) stärkste Kraft werden. In den meisten Regionen war eine Mehrheit für eine Links-Koalition aus ČSSD und KSČM vorhanden, so dass die ODS in allen Regionen in die Opposition musste.
| Partei                                                        | Kürzel  | Stimmen 2008 | Ergebnis 2008 | Stimmen 2012 | Ergebnis 2012 | Mandate 2012 |
| ------------------------------------------------------------- | ------- | ------------ | ------------- | ------------ | ------------- | ------------ |
| Česká strana sociálně demokratická                            | ČSSD    | 1.044.719    | 35,85 %       | 621.961      | 23,58 %       | 205          |
| Komunistická strana Čech a Moravy                             | KSČM    | 438.024      | 15,03 %       | 538.953      | 20,34 %       | 182          |
| Občanská demokratická strana                                  | ODS     | 687.005      | 23,57 %       | 324.081      | 12,28 %       | 102          |
| Křesťanská a demokratická unie – Československá strana lidová | KDU-ČSL | 276.477      | 9,45 %        | 234.133      | 8,83 %        | 67           |
| Tradice, Odpovědnost, Prosperita 09                           | TOP 09  | 55.089       | 1,88 %        | 175.089      | 6,63 %        | 44           |
| Strana zelených                                               | SZ      | 92.057       | 3,15 %        | 122.863      | 4,62 %        | 8            |
| Strana Práv Občanů ZEMANOVCI                                  | SPOZ    | --           | --            | 90.088       | 3,41 %        | 7            |
| Česká pirátská strana                                         | Piratí  | --           | --            | 57.805       | 2,19 %        | 0            |

## Regionalergebnisse
| Region               | ČSSD  | KDU-ČSL | KSČM  | ODS   | Piráti | SPOZ | TOP 09 |
| -------------------- | ----- | ------- | ----- | ----- | ------ | ---- | ------ |
| Středočeský kraj     | 21,79 | –       | 20,57 | 18,32 | 3,03   | –    | 11,71  |
| Jihočeský kraj       | 27,99 | 6,43    | 19,37 | 12,56 | 1,79   | 2,17 | 5      |
| Plzeňský kraj        | 24,89 | –       | 20,93 | 26,48 | 2,68   | 3,42 | 5,5    |
| Karlovarský kraj     | 22,73 | –       | 22,98 | 9,79  | 2,44   | 2,83 | 7,38   |
| Ústecký kraj         | 16,13 | –       | 25,26 | 9,68  | 1,88   | 2,32 | 4,67   |
| Liberecký kraj       | 13,05 | –       | 17,89 | 9,26  | 2,22   | 1,71 | 3,52   |
| Královéhradecký kraj | 19,73 | –       | 19,39 | 10,62 | 1,9    | 2,76 | 8,25   |
| Pardubický kraj      | 21,31 | –       | 18,86 | 10,9  | 1,84   | 5,31 | 6,25   |
| Vysočina             | 29,26 | 12,33   | 19,57 | 10,29 | 1,59   | 4,26 | 5,05   |
| Jihomoravský kraj    | 27,01 | 17,03   | 18,65 | 9,21  | 2,49   | 2,45 | 5,86   |
| Olomoucký kraj       | 26,7  | –       | 22,82 | 10,91 | 2,11   | 3,3  | 6,16   |
| Zlínský kraj         | 21,73 | 18,31   | 16,08 | 9,49  | 1,41   | 7,21 | 10,09  |
| Moravskoslezský kraj | 27,4  | 8,6     | 22,78 | 9,92  | 2,17   | 4,56 | 4,32   |
| Gesamt               | 23,58 | 5,82    | 20,43 | 12,28 | 2,19   | 3,08 | 6,63   |

Angeführt sind Parteien, die im landesweiten Schnitt über 3 Prozent der Stimmen erreichten. Koalitionen sind nicht berücksichtigt.